# Playa de Los Barcos
La playa Los Barcos está ubicada en el municipio de Arnuero (Cantabria, España).